# Lo Que Viene
Lo Que Viene es un festival de cine y series español que organiza la Asociación de Informadores Cinematográficos de España (AICE) una vez al año desde 2018 en la Ribera de Navarra (España). Se desarrolla en tres jornadas con actividades en las que la prensa especializada y agentes de la industria audiovisual comparten impresiones y proyectos y analizan el momento que atraviesan estos sectores.

## Historia
Lo Que Viene nació en 2018 porque la AICE quería organizar eventos diferentes y complementarios a sus Premios FEROZ, gala en la que desde 2014 los socios destacan los mejores trabajos de la producción en cine y series.
En este certamen, la prensa y los profesionales del sector audiovisual tienen la oportunidad de encontrarse para debatir sobre los principales temas de actualidad y sobre los retos futuros. Además, se presenta a los medios y al púbico de la zona un avance de los estrenos que tendrán lugar en la segunda mitad del año.
Muchas de las actividades que componen las programación del festival se pueden seguir también vía streaming  y son cuatro las secciones sobre las que giran los diferentes contenidos: Presentaciones, Mesas redondas, Encuentros (clases magistrales) y Premieres (preestrenos).
Lo Que Viene incluye en su programa la presentación de iniciativas y proyectos navarros de la temporada, que contribuyen al carácter industrial del evento.

## Colaboradores
Lo Que Viene siempre ha contado con el patrocinio del Consorcio EDER (entidad pública para el desarrollo de la Ribera), del Gobierno de Navarra, la Comunidad de Bardenas Reales y el Grupo Enhol y con la colaboración de Turismo de Navarra, Navarra Film Industry y el Ministerio de Cultura y Deporte. También con el apoyo de los ayuntamientos de Tudela y de las ciudades de la zona que se suman a cada edición, como Cascante o Corella.